# Leptogenys hanseni
Leptogenys hanseni är en myrart som beskrevs av Borgmeier 1930. Leptogenys hanseni ingår i släktet Leptogenys och familjen myror. Inga underarter finns listade i Catalogue of Life.